# 落合淳隆
落合 淳隆（おちあい きよたか、1932年 - ）は、日本の法学者、国際法学者。立正大学名誉教授。研究対象は南北問題、国際経済法一般、国家領域論、国際組織・制度、戦争と平和など多岐にわたる。近年は「ICJ報告 カシミール紛争と人権問題」の翻訳を『立正法学論集』で連載した（2005年 - 2011年）。

## 略歴
- 東京生まれ
- 早稲田大学大学院法学研究科博士課程修了、法学博士
- 拓殖大学商学部教授、立正大学法学部教授・熊谷図書館長・法制研究所所長、松戸市公民館運営審議会委員長を歴任。立正大学には法学部創設（1981年）に際して招聘される。
- 国際法学会、国際政治学会、アジア政経学会所属。
- 2003年3月末日、定年退職。

## 著作
- 『現代国際法政要論』（1970年、敬文堂）
- 『現代インド問題要論』（同上）
- 『カシミール問題の研究』（1975年、敬文堂）
- 『石油と国際法』（1977年、敬文堂） ※1977年第11回安達峰一郎記念賞受賞
- 『OPEC諸国の事業参加と法問題』（1977年、アジア経済研究所）
- 『日本をめぐるアジアの国際環境』（1981年、敬文堂）
- 『平和の法』（1982年、敬文堂）
- 『植民地主義と国際法―シッキムの消滅―』（1986年、敬文堂） ※博士論文
- 『インドの政治・社会と法』（1987年、増補版1993年、敬文堂）
- 『チベットと中国・インド・国連』（1994年、敬文堂）
- 『国際連合の組織と機構』（1996年、敬文堂）

## 参考
- 清水千尋「献辞」『立正法学論集』36巻2号（生駒幸運教授・落合淳隆教授・三邉博之教授退職記念号）、2003年
- 落合淳隆『植民地主義と国際法―シッキムの消滅―』敬文堂、1986年。ISBN 4-7670-1061-6。